# Berg (Alta Franconia)
Berg es un municipio situado en el distrito de Hof, en el estado federado de Baviera (Alemania), con una población a finales de 2016 de unos 2117 habitantes.
Se encuentra ubicado al norte del estado, en la región de Alta Franconia, a poca distancia de la frontera con los estado de Turingia y Sajonia.